# Koldo
Jesús Luis „Koldo“ Álvarez de Eulate Güergue (* 4. září 1970) je bývalý fotbalista, který hrál jako brankář, od roku 2010 trénuje andorskou reprezentaci. Byl vybrán do seznamu UEFA Jubilee 52 Golden Players.

## Klubová kariéra
Podepsal smlouvu s Atlético Madrid, kvůli zranění Abela Resina byl ve finále Copa del Rey 1990/91 náhradníkem. Později působil v nižších španělských soutěžích, kariéru ukončil v FC Andorra, která hraje španělské soutěže.

## Reprezentační kariéra
Naturalizovala ho Andorra, za reprezentaci debutoval dne 3. června 1998 v přátelském utkání s Brazílií.